# عمار الكوفي
عمار الكوفي هو مغنٍ عراقي كردي شارك في برنامج أراب آيدل في موسمه الثالث وقد شارك قبل بأحد البرامج الكردية المحلية. ذاع صيته منذ اشتراكه في برنامج اكتشاف المواهب أراب آيدل على قناة ام بي سي 1.

## مشواره الفني
أحب الموسيقى والغناء من صغره وما شد الانتباه هو تطابق الصوت بین عمار الکوفی وبمشاركته في برنامج أراب آيدل في موسمه الثالث للعام 2014 ومن خلال أدائه المتميز وصوته القوي استطاع عمار ان ينال شهرة واسعة بفترة قصيرة، وابهر مستمعي العالمين العربي والكردي وفاز بقلوب الملايين منهم، وأدهش حتى المحكمين في تأديته لمختلف الألوان وبذلك أصبح واحد من أفضل المشتركين في البرنامج، أصبحت أغانيه من أكثر الأغاني مشاهدة على اليو تيوب والتي بثت من قبلها تضمنت أغانيه من الفن الكردي العراقي والعربي.م

## تأثيره
تأثر بالفنانين الاكراد والعراقين والعرب الرواد مثل محمد عبد الوهاب وناظم الغزالي و حسن جزراوي و كاظم الساهر.

## وصلات خارجية
- عمار الكوفي  على فيسبوك.
- تويتر
- عمار الكوفي